# Capitão Fausto
Capitão Fausto est un groupe portugais de rock indépendant et indie pop, originaire de Lisbonne. Formé en 2009, le groupe est composé de Domingos Coimbra à la basse, Francisco Ferreira aux claviers, Manuel Palha à la guitare et aux claviers, Tomás Wallenstein au chant, à la guitare et aux claviers, et Salvador Seabra à la batterie,,.

## Discographie
- 2010 : Capitão Fausto (EP)
- 2011 : Gazela (album)
- 2014 : Pesar o Sol (album)
- 2016 : Capitão Fausto Têm os Dias Contados (album)
- 2019 : A Invenção do Dia Claro (album)
- 2024 : Subida Infinita (album)